# Марто, Анри (скрипач)
Анри Марто (фр. Henri Marteau; 31 марта 1874, Реймс — 3 октября 1934, Лихтенберг, Германия) — французский скрипач, композитор и музыкальный педагог. Отец писателя Жана Марто.
Сын текстильного фабриканта Альбера Марто и его жены Клары Луизы Доротеи, урождённой Швенди, бравшей некогда уроки фортепиано у Клары Шуман. Родители Марто держали домашний салон, гостем которого бывал, в частности, Шарль Гуно, специально для юного Марто написавший скрипичную интерлюдию в Мессе памяти Жанны д’Арк, исполненной в Кафедральном соборе Реймса в 1887 г. Первые уроки музыки Марто брал у известного скрипача Камилло Сивори, затем у Юбера Леонара.
В 1900—1907 гг. Марто преподавал в Женевской консерватории, а в 1907 г. был приглашён занять место Йозефа Иоахима в Берлинской Высшей школе музыки. Однако с началом Первой мировой войны он был арестован как француз и помещён под домашний арест в местечке Лихтенберг в Верхней Франконии; в 1915 г. он оформил шведское гражданство. В послевоенные годы Марто предпочитал проводить мастер-классы у себя дома в Лихтенберге.
В широком репертуаре Марто выделяются произведения Макса Регера, с которым он часто выступал дуэтом; Марто был первым крупным исполнителем, признавшим молодого немецкого композитора, и Регер посвятил ему целый ряд своих сочинений, включая скрипичный концерт, впервые исполненный скрипачом 15 октября 1908 года с Оркестром Гевандхауса под управлением Артура Никиша. Среди других заметных фигур, с которыми Марто выступал в ансамбле, — аккомпанировавший ему (сохранился ряд записей) Панчо Владигеров. В разные годы Марто возглавлял различные струнные квартеты (вместе с ним, в частности, играли Хуго Беккер, Эрнст Канблай, Джордже Джорджеску).
Композиторское наследие Марто включает концерт для виолончели с оркестром (1907), струнное трио, квинтет для кларнета и струнных, органные произведения и др.
Имя Марто носят улица в городе Хоф (нем. Henri-Marteau-Straße) и площадь в Лихтенберге, где он умер (нем. Henri-Marteau-Platz). С 2002 года в Лихтенберге проводится Международный конкурс скрипачей имени Анри Марто.